# Kolozsvár Társaság
A Kolozsvár Társaság 2003-ban alakult nonprofit, nem kormányzati, apolitikus szervezet. Fő célkitűzései közé tartozik, hogy lehetővé tegye Kolozsvár magyar lakosságának jelenlétét a város gazdasági, társadalmi, kulturális életében, előmozdítsa a fiatalok szakmai érvényesülését, elsősorban itthon. Épp ezért tevékenysége olyan területekre terjed ki, amelyek a város jövőjét segítik elő. Fontosnak tartja a kapcsolattartást a Kolozsváron működő nemzetközi képviseletekkel, művelődési intézményekkel.
A társaság tevékenysége olyan területekre is kiterjed, mint a város hagyományos és új értékeinek országos és nemzetközi szintű ismertetése, folyamatos konzultáció és együttműködés az egyházakkal, a vállalkozóréteg bevonása Kolozsvár jövőjének alakításában. E célok érdekében tájékoztat, fórumokat, kiállításokat, koncerteket, versenyeket szervez, kiadványokat jelentet meg.

## Megalakulása
Az alakuló gyűlés 2003. március 22-én volt, amikor megválasztották az elnökséget is (elnök, ügyvezető elnök, két alelnök, titkár, tagok). Ugyanakkor megalakultak a szakcsoportok.
A  Társaság székháza 2022-ig Balázs Péter festőművész egykori, Főtér 22. szám alatti második emeleti otthonában volt. Ez, a székhellyé alakított lakás, kiváló hely volt a Társaság céljainak, de a festőművész emlékének méltó megőrzésére is. A lakásban láthatóak voltak Cseh Gusztáv jeles házakat, főembereket bemutató rézkarcai, Cs. Szabó László néhány, kézírását is őrző eredeti dokumentum, fényképek, Paulovics László készítette portrék. A lakás fontos része volt a Balázs Péter-emlékszoba is.

## Vezetőség
- elnök
  - Vetési László (2003–2006)
  - Kántor Lajos (2006–2017)
  - Buchwald Péter (2017–2022)
  - Szabó Zsolt (2022-)
- ügyvezető
  - Maksay Ádám (2003–2005)
  - Salat Csilla (2006–2012)
  - Balogh Zsuzsa (2012–2014)
  - Veres Enikő (2015–)
- alelnökök
  - Horváth Andor (2003–2017)
  - Kántor Lajos (2003–2006)
  - Visky András (2006–2017)
  - Balázs László (2017)
  - Buchwald Péter (2017)
  - Horváth László (2017–)
  - Katona Zs. József (2017–)
- protokoll
  - Buchwald Péter (2015–)
- titkár
  - Tibád Zoltán (2003–2014)
  - Balázs Aranka (2014–2022)
  - Jakab Magdolna (2022-)

## Szakcsoportok
- Egyházi szakcsoport – Vetési László és Jakab Gábor irányításával
- Film szakcsoport
  - Szántai János irányításával (2003–2014)
  - Katona Zs. József irányításával (2014–)
- Fotó szakcsoport
  - Maksay Ádám irányításával (2003–2006)
  - László Miklós és Horváth László irányításával (2006–)
- Gazdasági szakcsoport – Farkas Mária és Koós Ferenc irányításával (2003–2014)
- Ifjúsági és sport szakcsoport – Csáki Rozália irányításával (2003–2004)
- Közművelődési szakcsoport – Kötő József irányításával (2003–2015)
- Média szakcsoport – Tibori Szabó Zoltán és Kántor Lajos irányításával
- Műemlékvédelmi szakcsoport – Maksay Ádám irányításával
- Oktatási szakcsoport – Egyed Péter irányításával (2003-2018)
- Szociális szakcsoport – Kis Júlia irányításával
- Tudományos szakcsoport – Egyed Ákos és Horváth Andor irányításával
- Zenei szakcsoport
  - László Ferenc irányításával (2003–2010)
  - Balázs László irányításával (2016–)
- Várostörténeti szakcsoport – Egyed Ákos irányításával (2015–)

Szakáts Béla: Kolozsvár, Sétatér, 56-os emlékmű

## Fontosabb tevékenységek
- 2003 A Kolozsvár Társaság részt vett a Budapesti Nemzetközi Vásár keretében a határon túli magyar vállalatok és szervezetek bemutatkozóján, bemutatva Kolozsvárt.
- 2004 A Kolozsvár Társaság és a Kolozsvári Magyar Opera farsangi operabált rendezett.
- 2006 KT-galéria avatása az 1956–2006 című fotókiállítással[2]
- 2009 Az 1956-os forradalom tiszteletére állított emlékmű felavatása[3]
- 2009 Kolozsvári olimpikonok estéje[4]
- 2011 A Hívó szó és a vándor idő c. kötet bemutatója
- 2012 A Kolozsvár Társaság Stuttgartban[5]
- 2012 Bálint Tibor és kora, képekben – a gyermekrajzverseny eredményhirdetése.
- 2012 Erdélyi városok találkoznak: Találkozás Antal Árpáddal, Sepsiszentgyörgy polgármesterével
- 2014 Bunta Levente Zoltán, Székelyudvarhely polgármestere a vendég
- 2013 Kolozsvári futball tegnap, ma, holnap
- 2015 Kolozsvári sikersportágak helyzete egykor és most
- 2015 1956 az emlékekben
- 2016 A kolozsvári vívósportról
- 2016 Mit ér a sportlegenda, ha erdélyi magyar?[6]
- 2016 Kolozsvár ifjú hangjai
- 2016 Ifjú tehetségek
- 2017 Volt egyszer egy egyetem
- 2017 Fotó és film Kolozsváron
- 2018 Kuckó régen és most
- 2019 Képzőművészek a KT palettáján - sorozat
- 2019 Kolozsvári színésznők a KT pódiumán - sorozat
- 2019 Kolozsvári kertek - sorozat
- 2019 Kolozsvár kincsteremtő polgárai - sorozat

## Könyvkiadás
- 2005 Cs. Szabó László terei 1905–2005
- 2008 A reneszánsz Kolozsvár, összeállította: Kovács András[7][8]
- 2010 Kovács Kiss Gyöngy (szerk.): Barokk Kolozsvár
- 2011 Horváth Andor, Salat Csilla (szerk.): Erdélyi magyar írók. Paulovits László íróportréi
- 2012 Kabán József: Műhelye: Kolozsvár
- 2012 László Miklós, Pál Emese: Szecesszió Kolozsváron[9]
- 2015 Kántor Lajos, Rigán Lóránd (szerk.): Erdély fővárosa Európában[10]

## Kiállítások
- 2006 Fotókiállítás: Kolozsvári 1956-os emlékhelyek
- 2009 Fotókiállítás a barokk Kolozsvárról[11] Tizennégy kolozsvári fotós – Bodrogi György, Csomafáy Ferenc, Essig József, Farkas György, Feleki István, Horváth László , Kabán József, László Csaba, László Miklós, Maksay Ádám, Miklóssy Gyula, Rohonyi Iván, Szabó Tamás és Vass Géza – állította ki a Kolozsváron található barokk alkotásokat.
- 2010 László Miklós Kolozsvári szecesszió
- 2010 Balázs Kőrösi Ibolya kiállítása
- 2010 Ünnepi képzőművészeti tárlat
- 2013 Horváth László Ember és környezete
- 2013 Tükörképek. Forró Ágnes pasztellkiállítása
- 2013 Fotóverseny. Kolozsvár vonzáskörében[12]
- 2015 Kolozsvári hangulatok Fotókiállítás
- 2016 Kolozsvári homlokzatok Fotókiállítás
- 2017 Kolozsvári műemlékek zöld környezetben Fotókiállítás
- 2018 Kolozsvár szobrai Fotókiállítás  [13]
- 2019 A Barokk Kolozsváron Fotókiállítás  [14]
- 2020 Az én Kolozsvárom Virtuális fotókiállítás  [15]
- 2023 Sportfotók Horváth Tamás fotókiállítása [16]

## Adományozott díjak

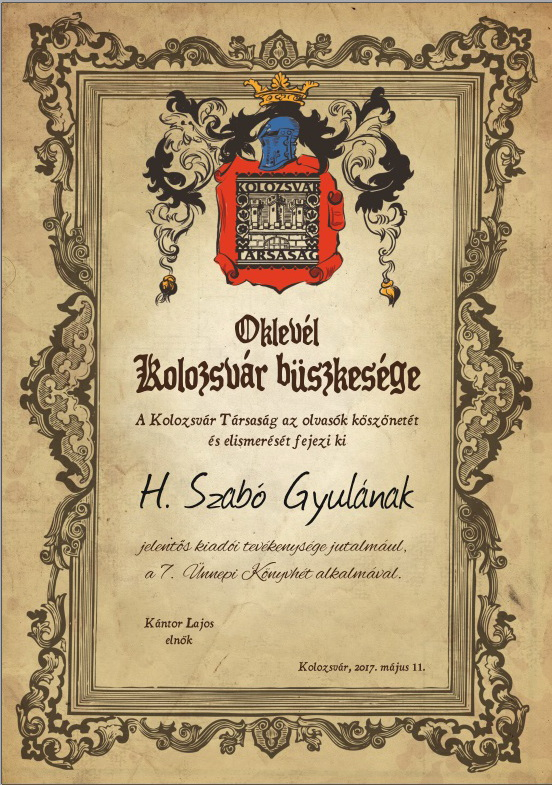
Kolozsvár Társaság díj Kolozsvár büszkesége

- 2008 – Kincses Kolozsvár polgára emlékplakett: Jakó Zsigmond történészprofesszornak.[17]
- 2008 – Kincses Kolozsvár polgára emlékplakett: Kós Andrásnak
- 2012 – Kincses Kolozsvár polgára emlékplakett: Kiss Andrásnak
- 2012 – Kolozsvár büszkesége: Dávid Gyulának
- 2013 – Kolozsvár büszkesége: Egyed Péternek
- 2014 – Kolozsvár büszkesége: Nagy Péternek és Könczey Elemérnek, az Idea Könyvműhely munkatársainak
- 2015 – Kolozsvár büszkesége: Jancsik Pálnak és Kerekes Györgynek, a 45 évvel ezelőtt létrehozott és 25 éve megszűnt Dacia Könyvkiadó korábbi szerkesztőinek
- 2016 – Kolozsvár büszkesége: Láng Gusztáv irodalomtörténésznek
- 2017 – Kolozsvár büszkesége: H. Szabó Gyulának, a Kriterion Könyvkiadó igazgatójának
- 2018 – Kolozsvár büszkesége: Kántor Lajosnak [18]
- 2019 – Kolozsvár büszkesége: Horváth László kolozsvári fotográfusnak, vállalkozónak [19]
- 2020 – Kolozsvár büszkesége: Essig Kacsó Klárának, a Zsoboki Képzőművészeti Tábor megalkotójának és Uray Zoltánnak, aki erdélyi magyar biológus, radiológus, vívó, a biológiai tudományok doktora, a Magyar Tudományos Akadémia külső tagja.
- 2021 – Kolozsvár büszkesége: Simon Gábornak, a Kolozsvári Állami Magyar Opera  nyugalmazott igazgatójának [20]
- 2022 – Kolozsvár büszkesége: Gergelyné Tőkés Erzsébetnek, a Házsongárd Alapítvány elnökének[21]
- 2023 – Kolozsvár büszkesége: Buchwald Péternek a társaság örökös elnökének és Egyed Ákosnak történész, tudományos kutató, közösségszervező, az Erdélyi Múzeum-Egyesület volt elnökének [22]
- 2024 – Kolozsvár büszkesége:  Veress Éva biológus és Maier Orosz Judit szenior úszóbajnok, képzőművész [23]
- 2025 – Kolozsvár büszkesége: Széman Péter, tüdőgyógyásznak és Cseke Péter irodalomtörténésznek .[24]